# شعير الحائط
شعير الحائط أو سنبلة الفأر أو قلت الفار أو سبولة الفار أو شعير الذئب  نوع نباتي يتبع جنس الشعير من الفصيلة النجيلية.

## الموئل والانتشار
ينتشر النبات في معظم أنحاء أوروبا والمشرق العربي والمغرب العربي. في الجزر البريطانية، يوجد في إنكلترا ولكنه ليس منتشراً في اسكتلندا أو أيرلندا.

## الوصف النباتي
النبات حولي. توجد على حواف أوراقه وسنابله أسنان صغيرة تعطيها خشونة وتقلل استساغتها من طرف الحيوانات. للأوراق أذينتان صغيرتان.